# Králíky
Králíky (německy Grulich) jsou město v severovýchodním výběžku okresu Ústí nad Orlicí v Pardubickém kraji. Žije zde přibližně 4 100 obyvatel. Leží u hranic s okresem Šumperk v Olomouckém kraji (východně) a Polskem (severozápadně). Historicky se jedná o nejvýchodnější město Čech, při trojmezí s Moravou a Slezskem (resp. Kladskem). Poblíž se nachází strategicky důležité Mladkovské sedlo se silničním a železničním přechodem do Polska.
Králíky leží v brázdě mezi Orlickými horami na západě a Králickým Sněžníkem a Hanušovickou vrchovinou na východě, v nadmořské výšce zhruba 550–600 metrů, vzdušnou čarou asi pět kilometrů od Červené Vody, 21 kilometrů od Žamberka, 21 kilometrů od Šumperka, 29 kilometrů od okresního města Ústí nad Orlicí, čtyřicet kilometrů od Kladska a 84 kilometrů od krajského města Pardubice. Městem protéká Králický potok, který se západně od města vlévá do řeky Tiché Orlice. Nedaleko Králík prochází jedno z hlavních evropských rozvodí mezi úmořími Černého moře a Severního moře, asi dvacet kilometrů severně od města na Králickém Sněžníku pramení řeka Morava.
Ve městě, jehož historické jádro je od roku 1990 městskou památkovou zónou, se také nachází několik muzeí. Přímo v Králíkách je to Městské muzeum Králíky, Východočeský památník celnictví a v Prostřední Lipce Vojenské muzeum Králíky. Snad nejvýznamnější památkou je poutní klášter Hora Matky Boží. V širším okolí města se nacházejí objekty Králické pevnostní oblasti.
Dne 5. prosince 1938 navštívil Králíky Adolf Hitler, který si poblíž města prohlédl dělostřeleckou tvrz Hůrka. Sousedními obcemi sídla jsou Malá Morava, Dolní Morava, Lichkov, Těchonín, Orličky a Červená Voda.

## Název
Prvotní název sídla byl německý a pocházel z osobního jména Greulich (doklady od 14. století). Z nářeční výslovnosti [kralich] se teprve vyvinula česká zvuková nápodoba Králíky (doložena od 19. století), mylnou lidovou etymologií spojována nejprve s králem (králíci = královi poddaní) a posléze se zvířetem králíkem.

## Historie

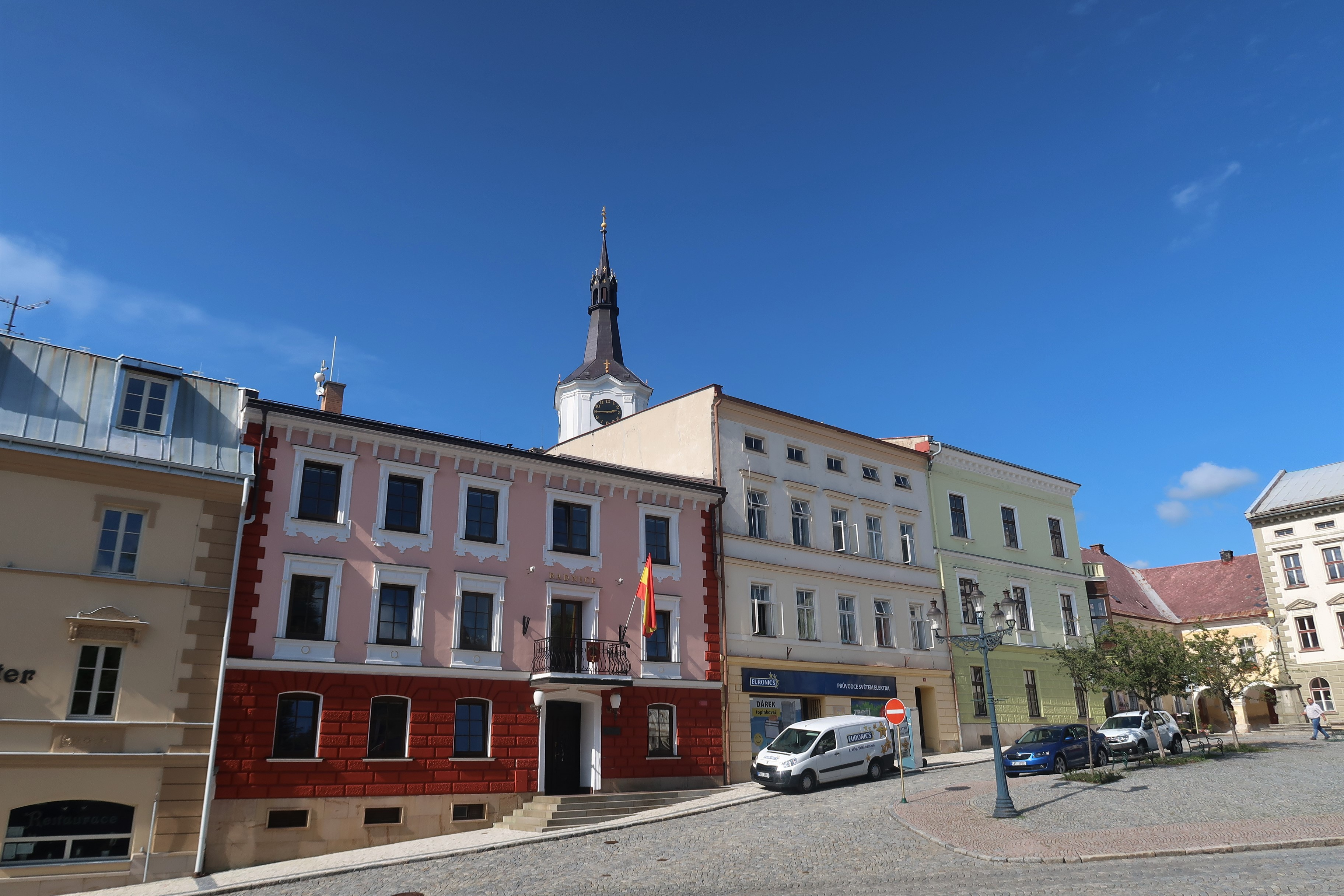
Velké náměstí s radnicí

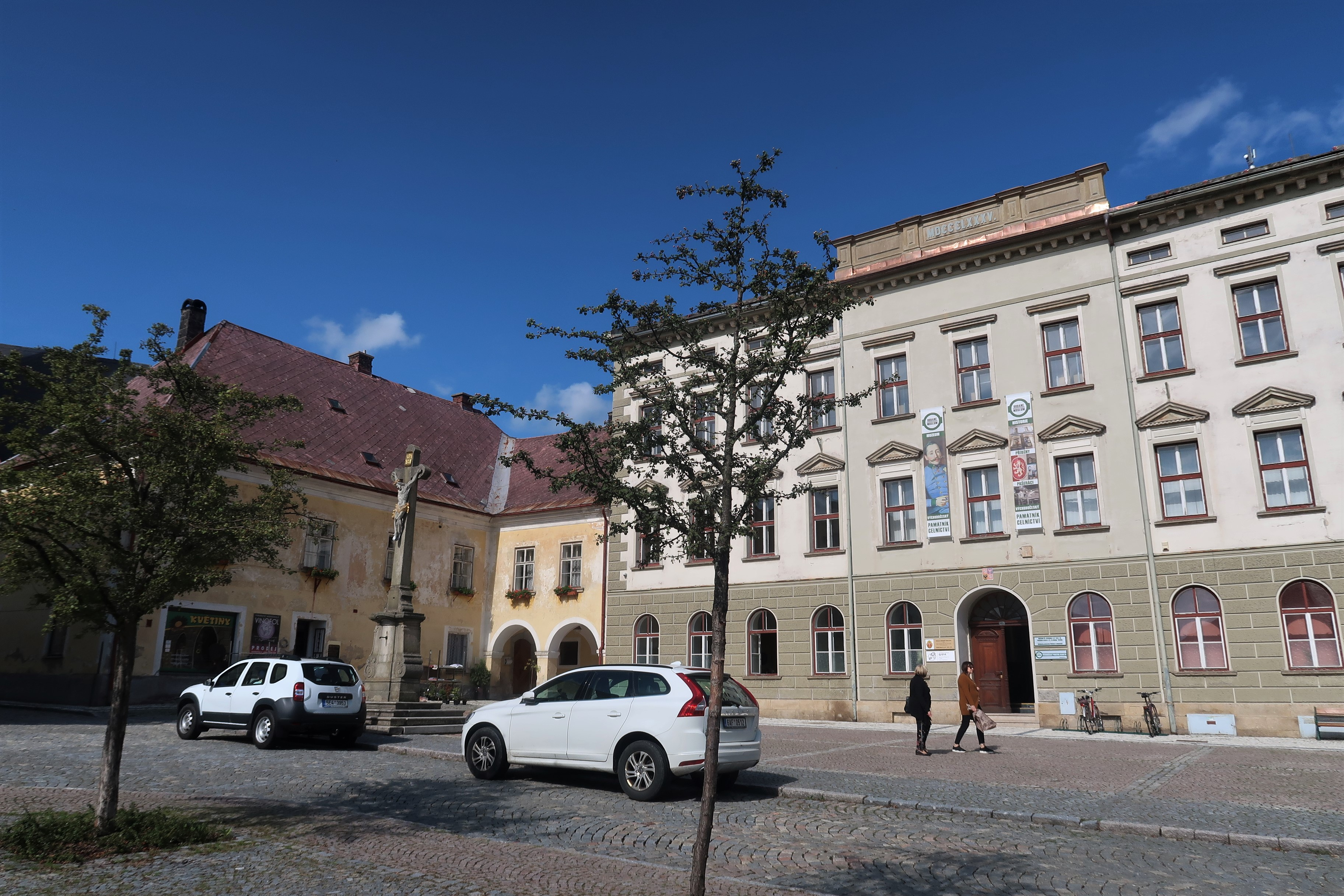
Fara a gymnázium na Velkém náměstí

První nepřímá písemná zmínka o Králíkách pochází z roku 1357, kdy Karel IV. daroval Čeňkovi z Potštejna hrad Žampach spolu s doly na železnou rudu (montana in Greylichs). Existence osídlení městského typu je doložena až v roce 1568 při dělení majetku mezi syny Zdeňka Žampacha z Potštejna. Králíky s několika vesnicemi dostal Burian Žampach z Potštejna, který však majetek zadlužil a v roce 1577 jej věřitelé prodali Zdeňkovi z Valdštejna. Ten ještě téhož roku vymohl pro městečko privilegia od císaře Rudolfa II. Za Zdeňka z Valdštejna byl postaven kostel sv. Michaela Archanděla a pravděpodobně tehdy také vznikl zámek v severovýchodním cípu náměstí jako centrum nového panství s 10 vesnicemi a městečkem Mladkovem. Zámek je písemně doložen až v roce 1605 v souvislosti se sporem Evy Hasištejnské z Lobkovic, rozené Valdštejnové. Od roku 1607 vlastnil Králíky její druhý manžel Jiří Fridrich Hohenlohe. Jemu bylo panství v roce 1621 zkonfiskováno, ale po omilostnění je získal zpět. V roce 1628 koupil Králíky významný císařský vojevůdce Gottfried Heinrich Pappenheim, po jeho smrti v bitvě u Lützenu je zdědil syn Wolfgang Adam Pappenheim (1618–1647), který zemřel v Praze. Vdova Kateřina, rozená Trauttmansdorffová, se v roce 1650 podruhé provdala za Michaela Ferdinanda z Althannu.
Rodu Althannů patřily Králíky tři sta let (1650–1945), v roce 1653 bylo přikoupeno panství Mezilesí (Mittelwalde) v sousedním Kladsku, závětí Michaela Ferdinanda z Althannu byl z tohoto majetku vytvořen fideikomis (1657). V roce 1708 vyhořelo celé město i se zámkem. Zámek již nebyl obnoven a pozemky na jeho místě prodal tehdejší majitel panství Michael Václav z Althannu (1668–1738) městu. Během 17. století došlo k útlumu těžby drahých kovů a obyvatelstvo našlo novou obživu v tkalcovství, časem dosáhlo významu také řezbářství a varhanářství. Rostoucí význam Králík podpořil místní rodák, královéhradecký biskup Tobiáš Jan Becker (1649–1710), který nad městem na přelomu 17. a 18. století vybudoval poutní místo s klášterem Hora Matky Boží. Po válce o rakouské dědictví připadlo Kladsko Prusku a majetek Althannů se tak ocitl na území dvou států. Z Kladska se do Králík přestěhovala řada lidí a počet obyvatel stoupl na více než 2 000. V roce 1850 byl v Králíkách zřízen okresní soud, berní úřad a pozemkový úřad. Železniční spojení bylo navázáno v roce 1899 na již existujicí trať Hanušovice–Hradec Králové. Během 19. století došlo k výraznému rozvoji textilního průmyslu, nejvýznamnější podnikatelskou rodinou byli Rotterové, z níž Ferdinand Amand I. (1808–1867) a Ferdinand Amand II. (1831–1907) zastávali úřad starosty Králík a oba byli také poslanci českého zemského sněmu. Významnou osobností města byl obchodník Johann Kretschmer (1839–1924), který byl králickým starostou více než třicet let (1885–1918), zasloužil se o zřízení vodovodu, plynárny a školy. Kromě vzniku továren zůstával důležitým podnikatelským subjektem nadále i velkostatek Althannů, jimž před první pozemkovou reformou patřilo přes 3 200 hektarů půdy, převážně lesů.
Za první republiky bylo v okolí města vybudováno opevnění, které nakonec v důsledku mnichovské dohody nebylo využito. Krátce po záboru Sudet navštívil Králíky Adolf Hitler (5. prosince 1938), správou města byl pověřen činitel SDP Rudolf Poppe, který zůstal starostou až do května 1945, kdy spáchal sebevraždu. V Králíkách již od založení města převažovalo německé obyvatelstvo, které bylo po roce 1945 nuceně vysídleno, oblast byla ale na rozdíl od jiných míst v Sudetech brzy dosídlena českým obyvatelstvem. Na základě Benešových dekretů byl v roce 1945 zestátněn i majetek Althannů, kteří ztratili i majetek v sousedním Kladsku, které po válce připadlo Polsku. Znárodněn byl také textilní průmysl, který přešel pod národní podnik Hedva. Od roku 1960 patřily Králíky do okresu Ústí nad Orlicí, teprve v roce 1991 dosáhl počet obyvatel stavu před první světovou válkou. V roce 1990 bylo dochované centrum města prohlášeno městskou památkovou zónou.
| Rok            | 1869 | 1880 | 1890 | 1900 | 1910 | 1921 | 1930 | 1950 | 1961 | 1970 | 1980 | 1991 | 2001 | 2011 | 2021 |
| -------------- | ---- | ---- | ---- | ---- | ---- | ---- | ---- | ---- | ---- | ---- | ---- | ---- | ---- | ---- | ---- |
| Počet obyvatel | 7840 | 7780 | 7670 | 7829 | 7863 | 6865 | 7201 | 4261 | 4457 | 4814 | 5067 | 4890 | 4826 | 4327 | 4058 |

| Rok            | 1869 | 1880 | 1890 | 1900 | 1910 | 1921 | 1930 | 1950 | 1961 | 1970 | 1980 | 1991 | 2001 | 2011 | 2021 |
| -------------- | ---- | ---- | ---- | ---- | ---- | ---- | ---- | ---- | ---- | ---- | ---- | ---- | ---- | ---- | ---- |
| Počet obyvatel | 2853 | 2950 | 2991 | 3629 | 3846 | 3307 | 3675 | 2740 | 2936 | 3310 | 3835 | 3876 | 3837 | 3487 | 3288 |

## Obyvatelstvo
| Rok            | 1869  | 1880  | 1890  | 1900  | 1910  | 1921  | 1930  | 1950  | 1961  | 1970  | 1980  | 1991  | 2001  | 2011  | 2021  |
| -------------- | ----- | ----- | ----- | ----- | ----- | ----- | ----- | ----- | ----- | ----- | ----- | ----- | ----- | ----- | ----- |
| Počet obyvatel | 7 840 | 7 780 | 7 670 | 7 829 | 7 863 | 6 865 | 7 201 | 4 261 | 4 457 | 4 814 | 5 067 | 4 890 | 4 826 | 3 876 | 3 876 |
| Počet domů     | 1 094 | 1 241 | 1 194 | 1 230 | 1 229 | 1 255 | 1 349 | 1 118 | 824   | 816   | 908   | 1 052 | 1 135 | 1 172 | 1 205 |

## Městská správa

### Části města
- Červený Potok
- Dolní Boříkovice
- Dolní Hedeč
- Dolní Lipka
- Heřmanice
- Horní Boříkovice
- Horní Hedeč
- Horní Lipka
- Kopeček
- Králíky
- Prostřední Lipka

Od 1. ledna 1989 do 23. listopadu 1990 k městu patřily i Dolní Morava a Velká Morava.

### Městské symboly
Znak města je historický, vlajka byla městu udělena rozhodnutím předsedy Poslanecké sněmovny Parlamentu České republiky dne 21. června 1999.

## Pamětihodnosti
- Budova Spořitelny (Velké náměstí 364)
- Hotel Zlatá labuť (Velké náměstí 358)
- Kašna se sochou přadleny (Velké náměstí)
- Kostel archanděla Michaela (Velké náměstí)
- Městské muzeum (Bývalá radnice, Velké náměstí 365)
- Plynárna (ul. Plynárenská 420)
- Silniční mostek se sochou svatého Jana Nepomuckého (ul. Jana Opletala, přes Králický potok)
- Sloup se sochou Panny Marie (Malé náměstí)
- Socha archanděla Michaela (ul. Karla Čapka)
- Socha svatého Floriána (ul. Jana Opletala)
- Žlutá škola (ul. 5. května 412)
- Meteorologický sloup z roku 1933 (Velké náměstí)[18]

## Osobnosti
- Tobiáš Jan Becker (1649–1710) – katolický kněz, pátý královéhradecký biskup
- Ferdinand Amand Rotter (1808–1867) – textilní podnikatel a politik německé národnosti, poslanec Českého zemského sněmu
- Ferdinand Rotter (1831–1907) – textilní podnikatel a politik německé národnosti, poslanec Českého zemského sněmu
- Josef Bernkopf (1850–1926) – rakouský politik německé národnosti, poslanec Říšské rady

## Doprava
Prochází tudy regionální jednokolejná železniční trať Lichkov–Štíty se stanicemi Dolní Lipka, Králíky zastávka a Králíky.
Druhá větev, železniční trať Dolní Lipka - Hanušovice, se vyhýbá centru Králík a na jejich území obsluhuje zastávky Dolní Lipka, Prostřední Lipka a Červený Potok.
V roce 2011 navrhla společnost OREDO, najatá Pardubickým krajem, v rámci tzv. optimalizace dopravy zastavit na obou tratích osobní dopravu a nahradit ji upravenými autobusovými linkami. Proti tomuto záměru vznikla petice místních obyvatel. Později bylo krajem prosazováno omezení spojů a ukončení v Moravském Karlově a úplné nahrazení autobusy na trati do Hanušovic.
Králíky leží na silnici I/43, která vede od jihu z Červené Vody a pokračuje na západ až k polským hranicím, kde je zřízen hraniční přechod Dolní Lipka – Boboszów pro veškerou silniční i pěší dopravu. Na tuto silnici navazuje přímo v Králíkách a v Dolní Lipce silnice II/312 a celkově také pět silnic třetí třídy. Městem projíždí několik dálkových autobusových linek (např. Praha – Jeseník).

## Partnerská města
- Międzylesie, Polsko
- Villmar, Německo
- Solbiate Olona, Itálie[20]

## Členství ve sdruženích obcí
- Sdružení Orlicko [21]
- Králický Sněžník o.p.s. [22]

## Galerie

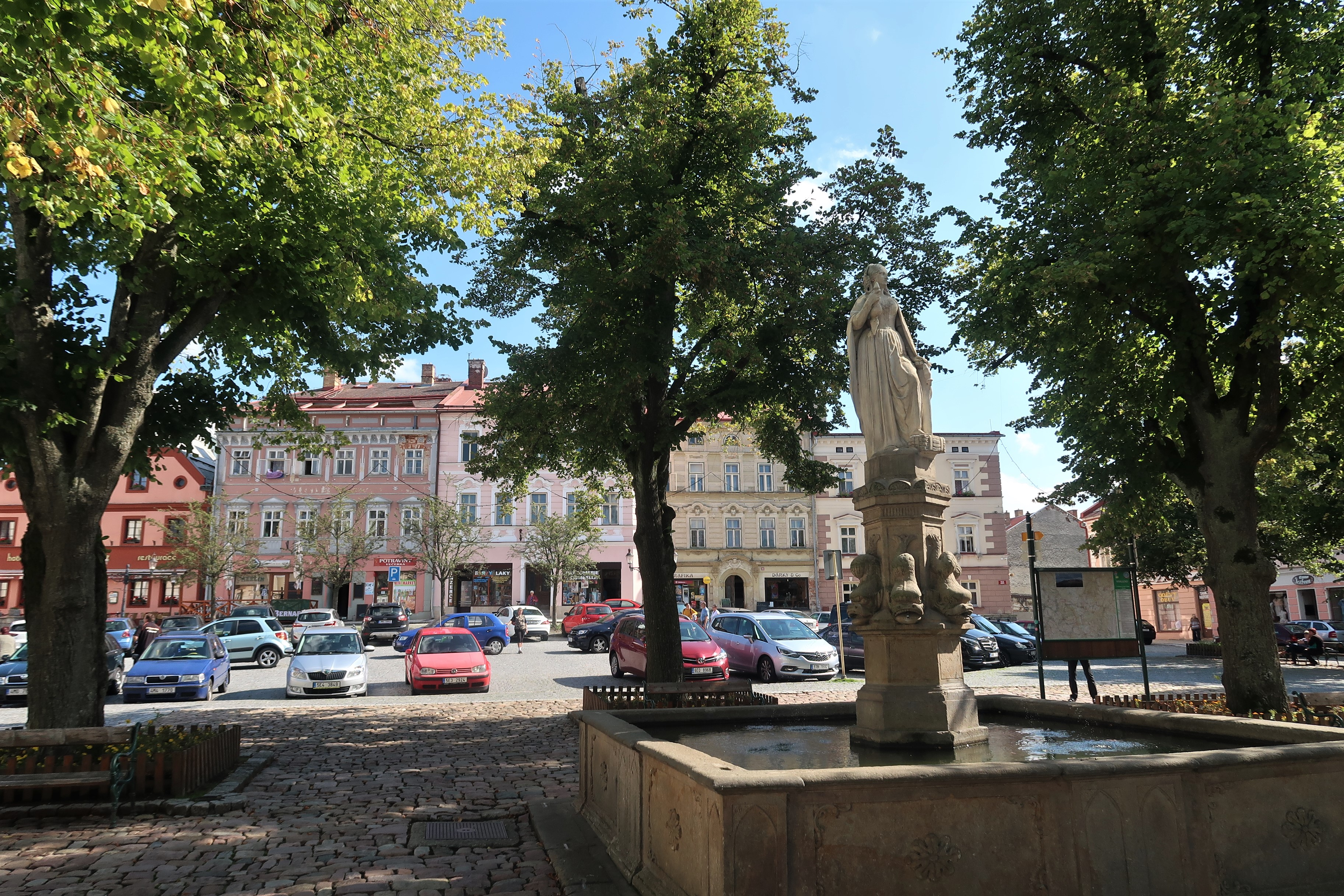
Velké náměstí se sochou Přadleny
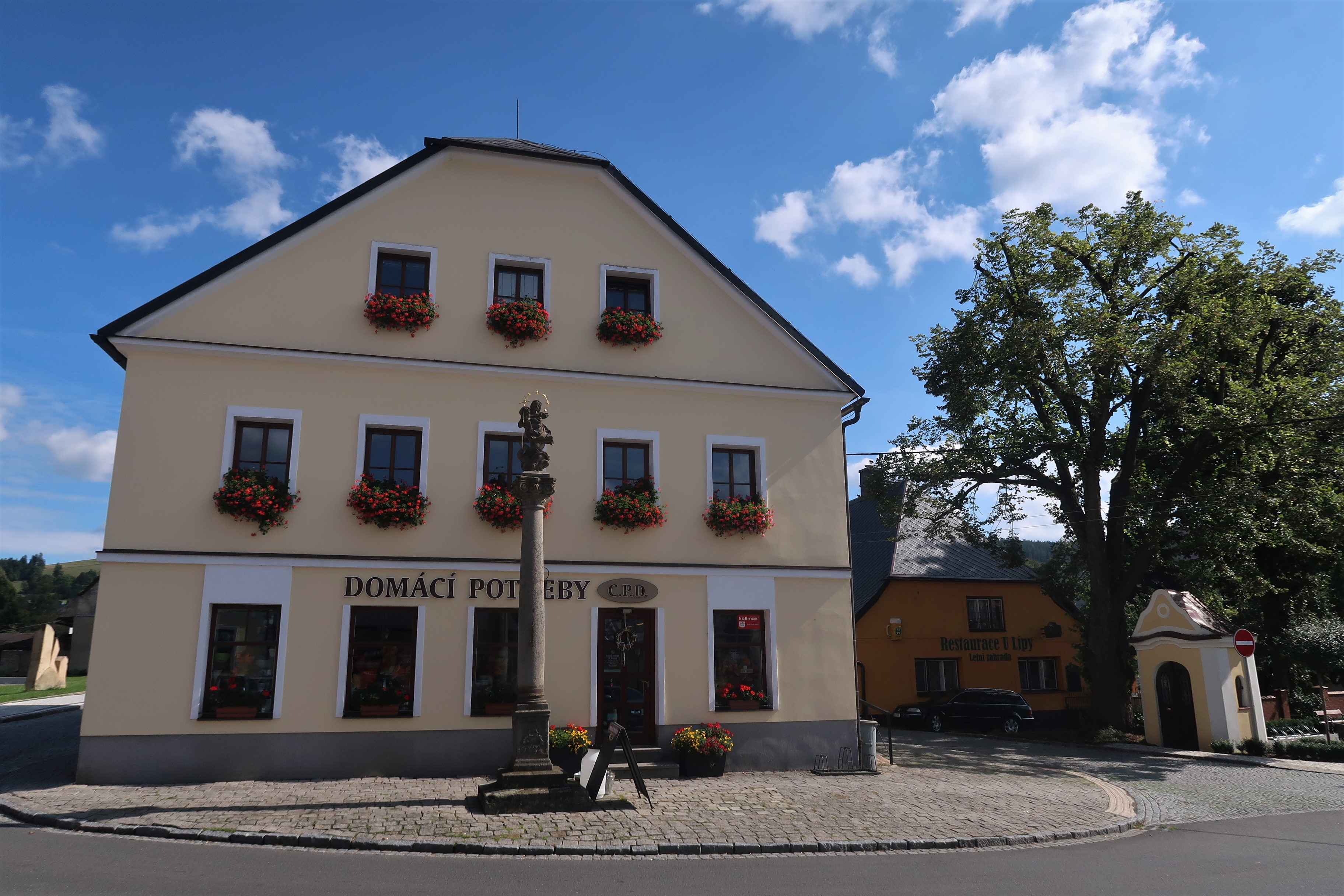
Malé náměstí s mariánským sloupem a kaplí sv. Jana Nepomuckého
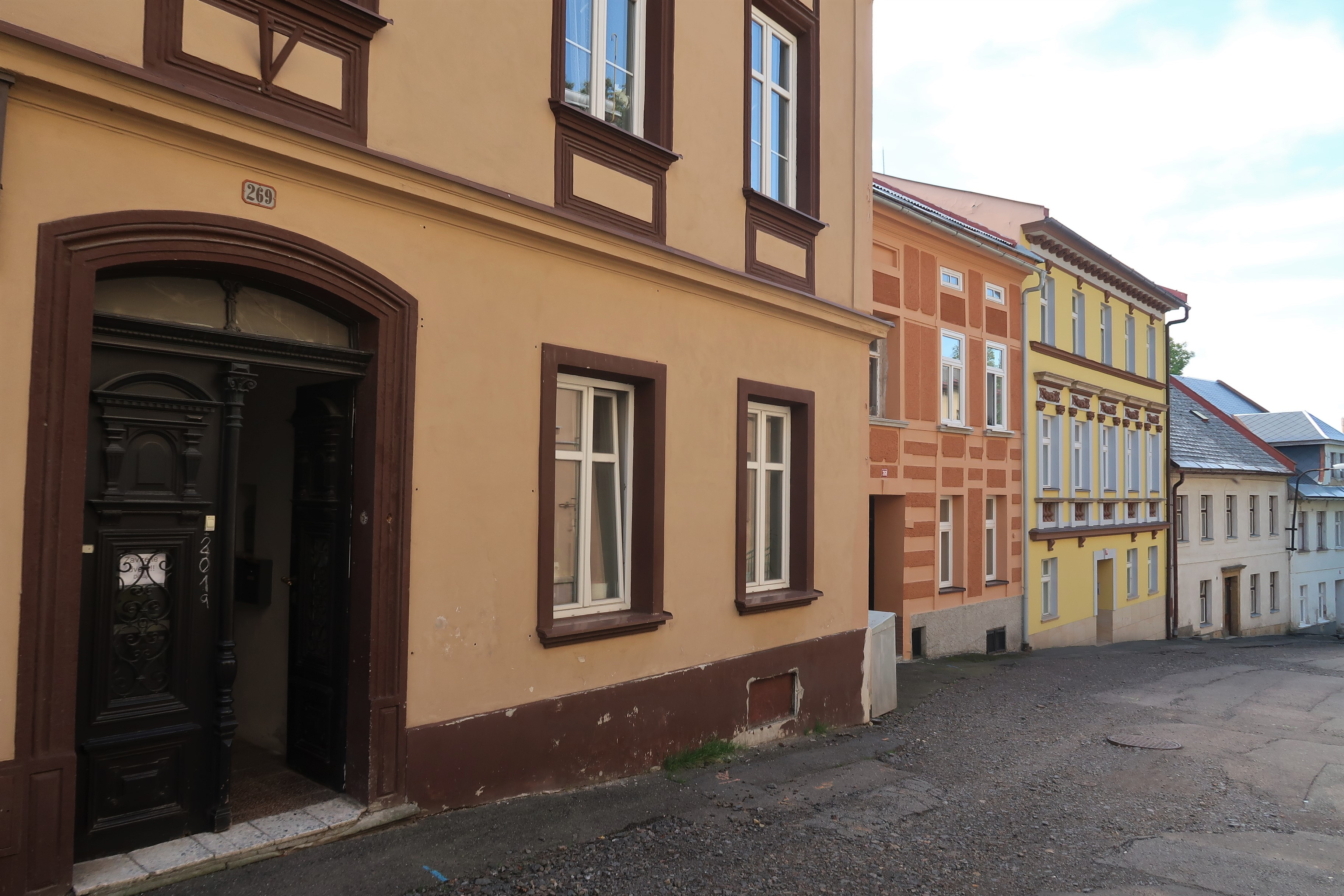
Hluboká ulice
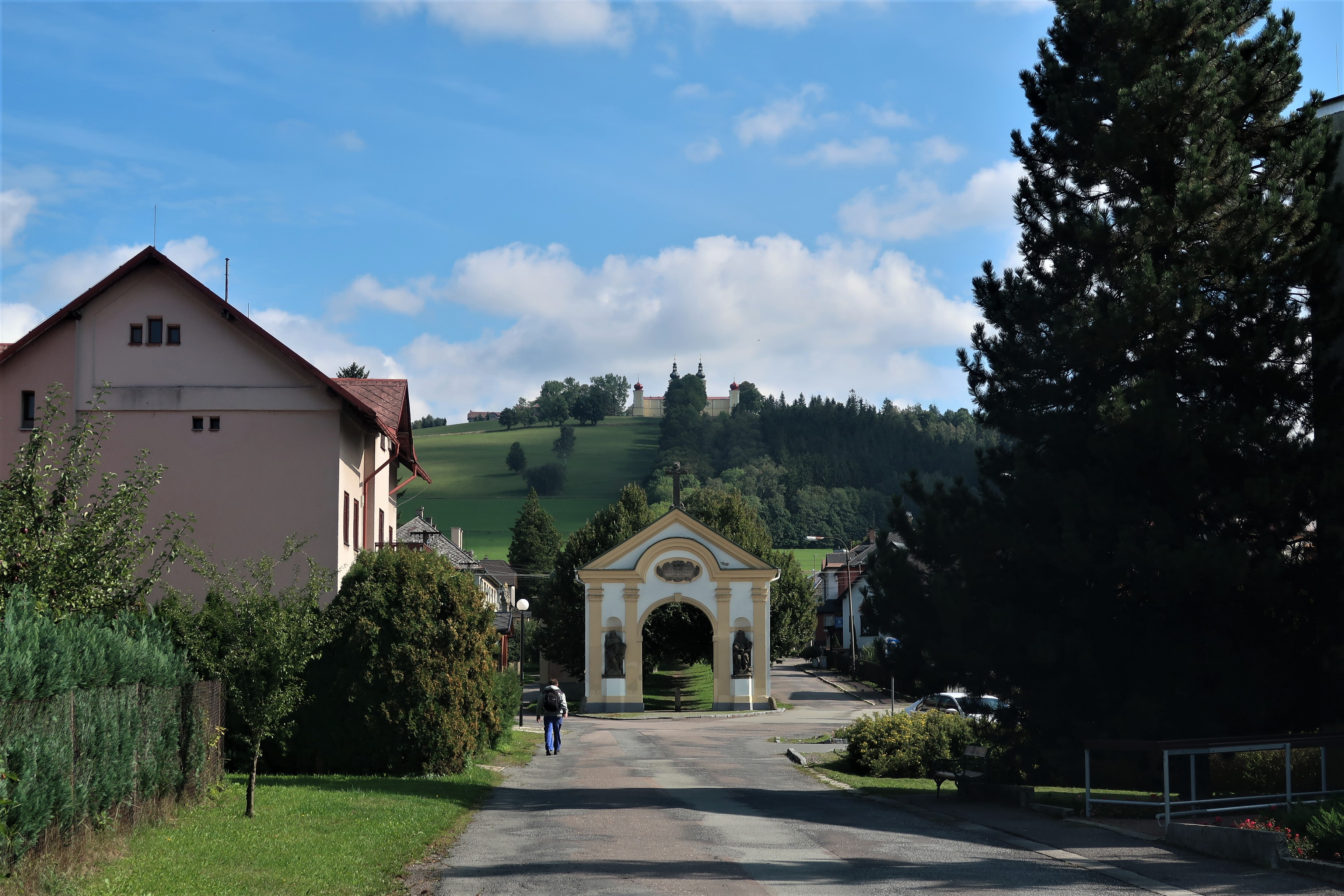
Sadová ulice s branou ke křížové cestě na Horu Matky Boží
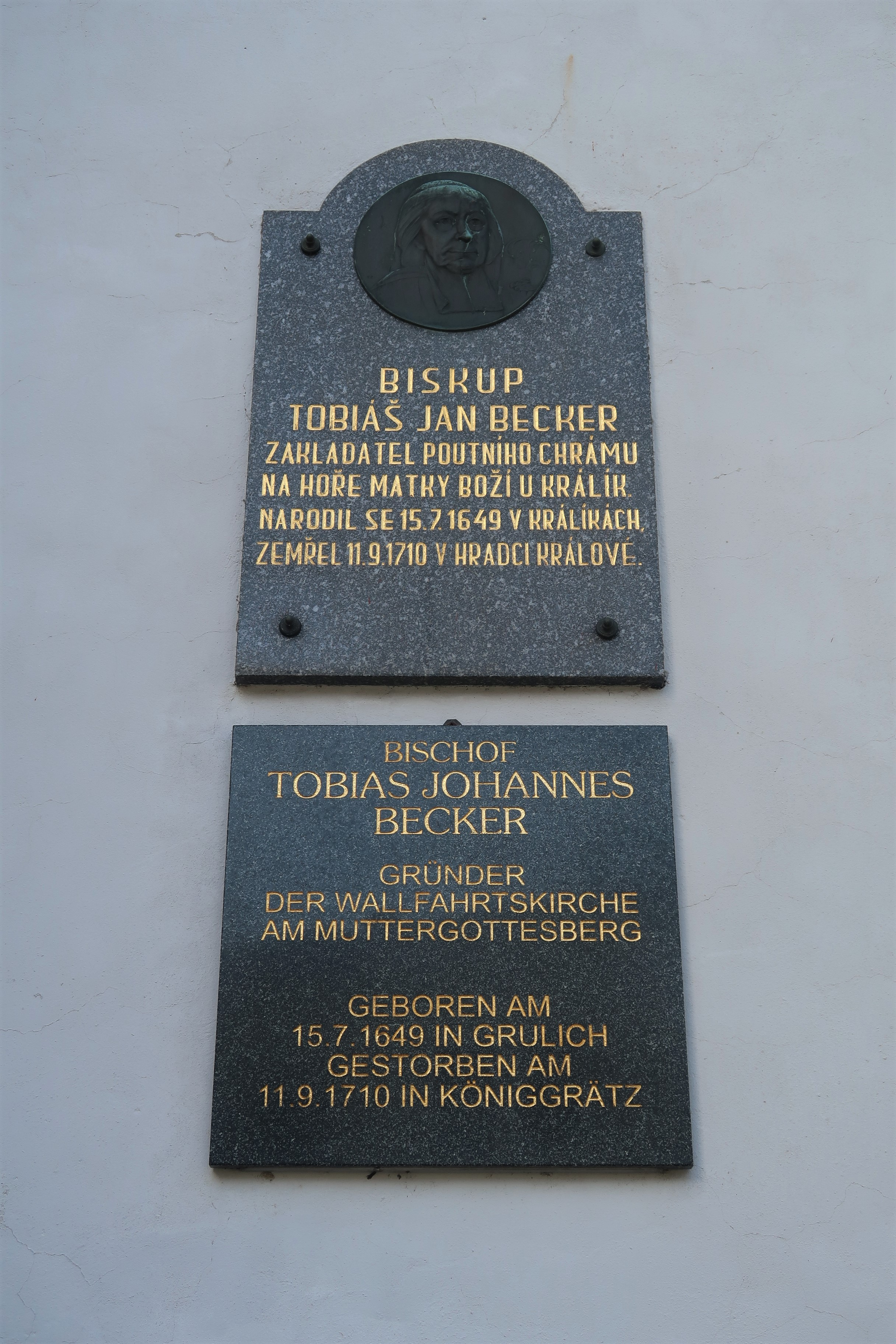
Pamětní deska biskupa Tobiáše Jana Beckera na zdi kostela sv. Michaela Archanděla
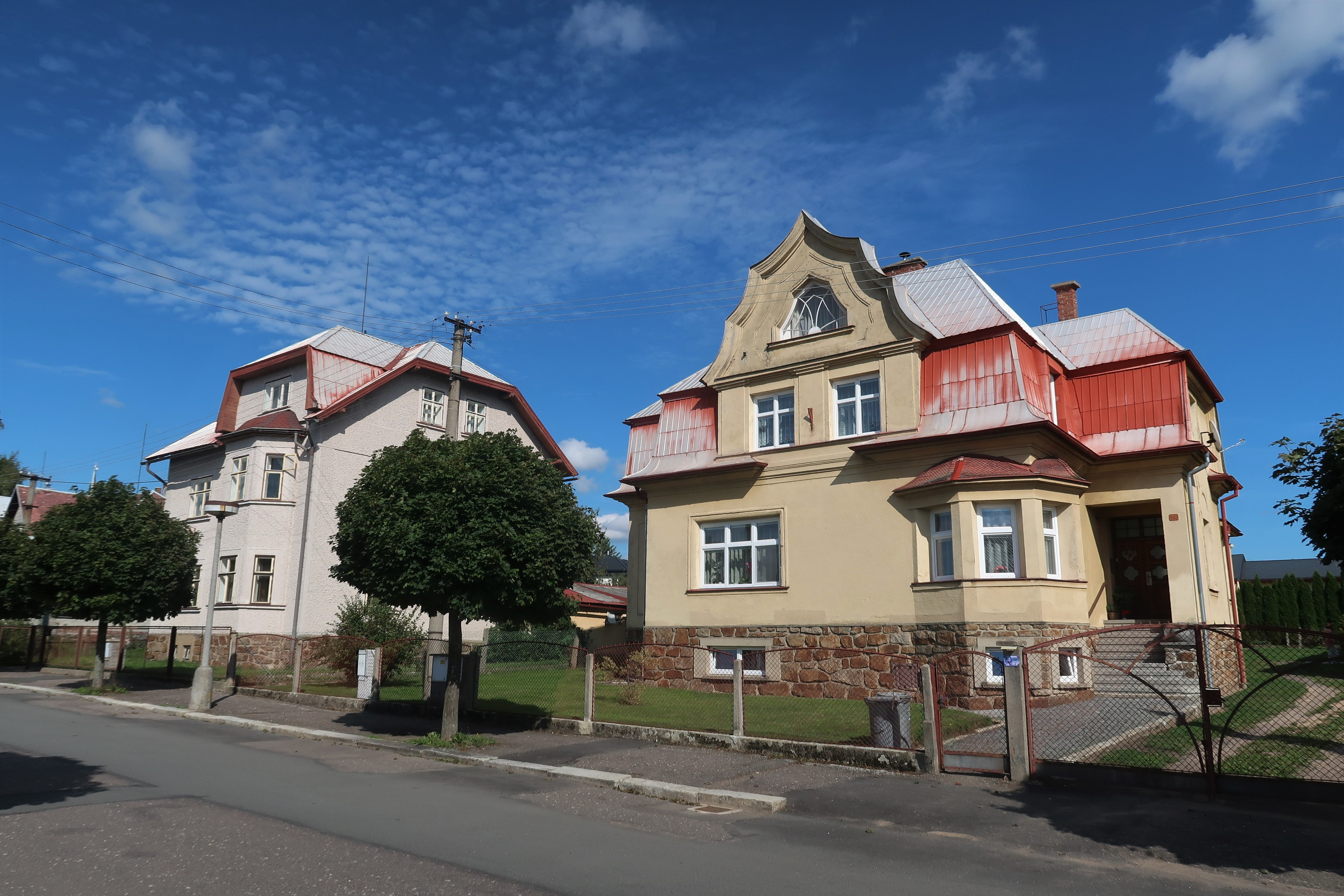
Nádražní ulice
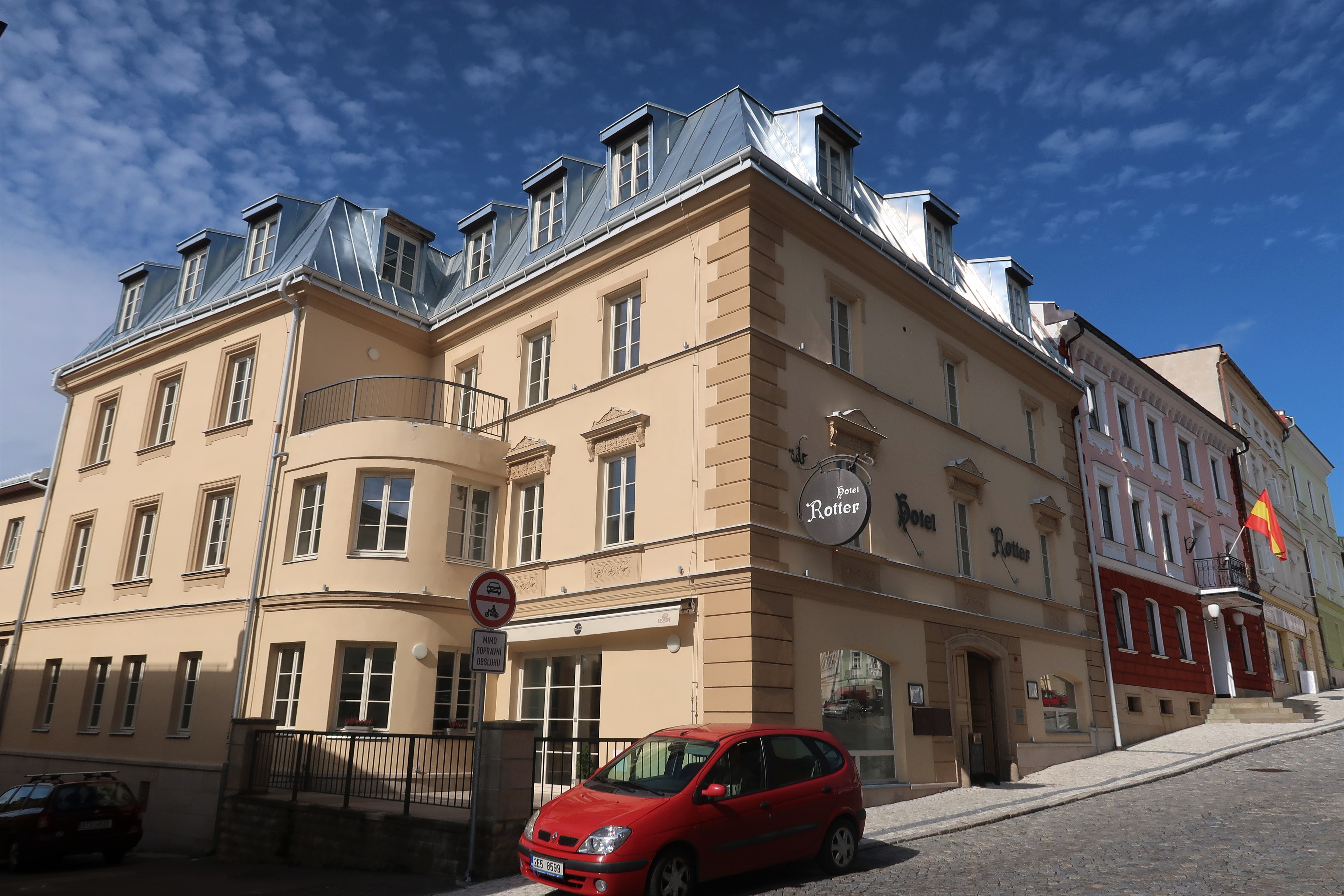
Hotel Rotter v ulici 5. května
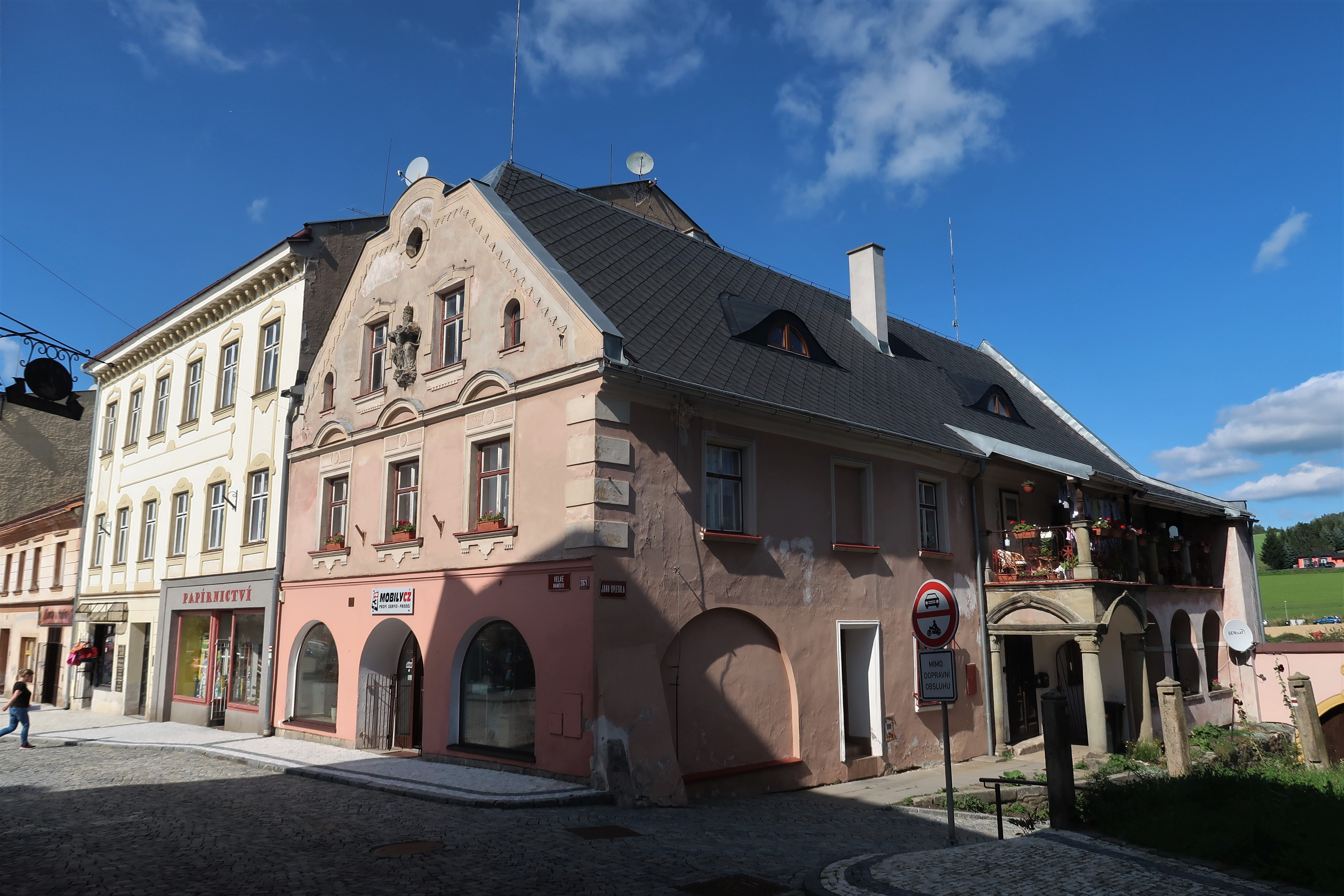
Nároží Velkého náměstí a ulice Jana Opletala
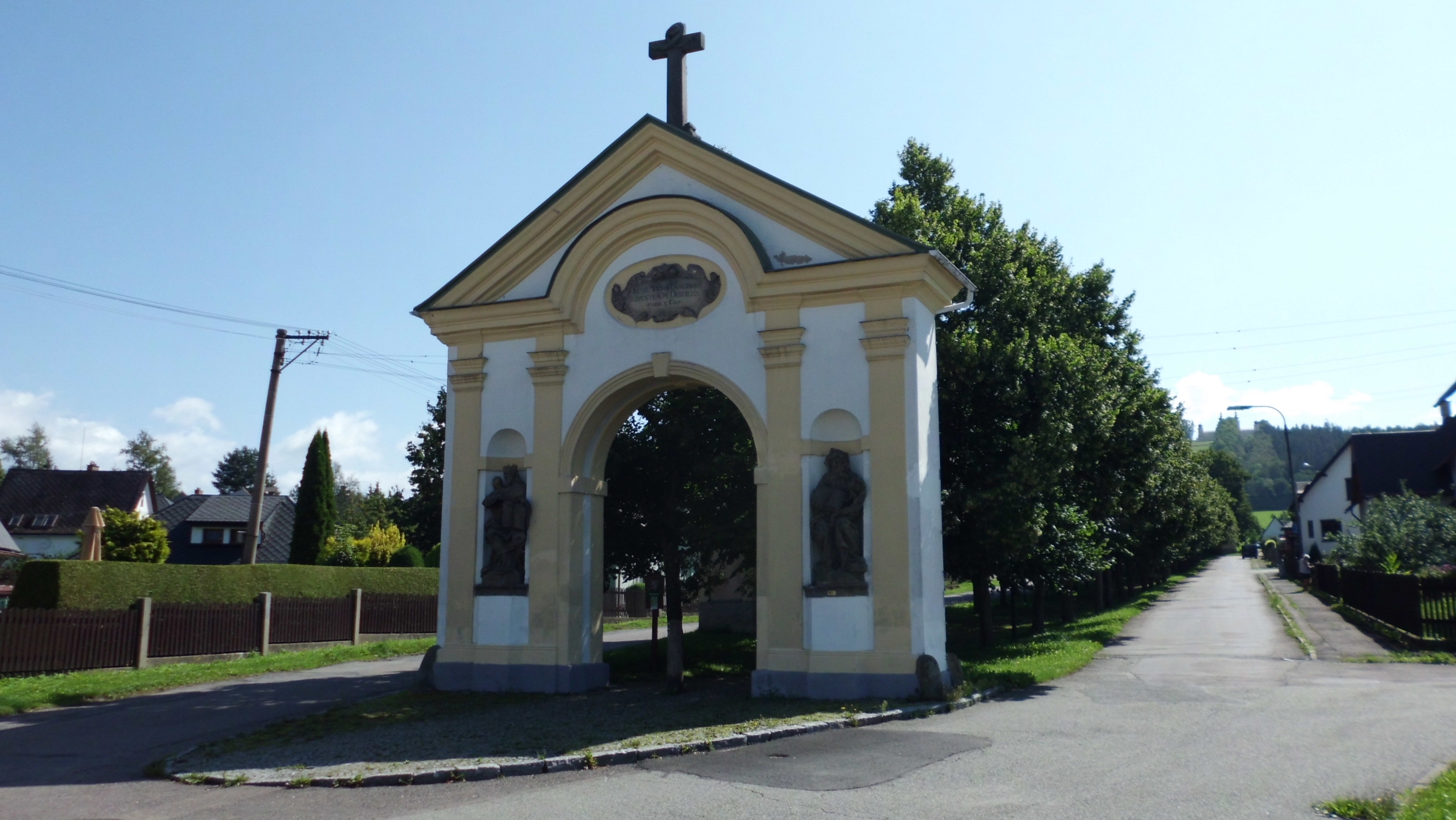
Křížová cesta
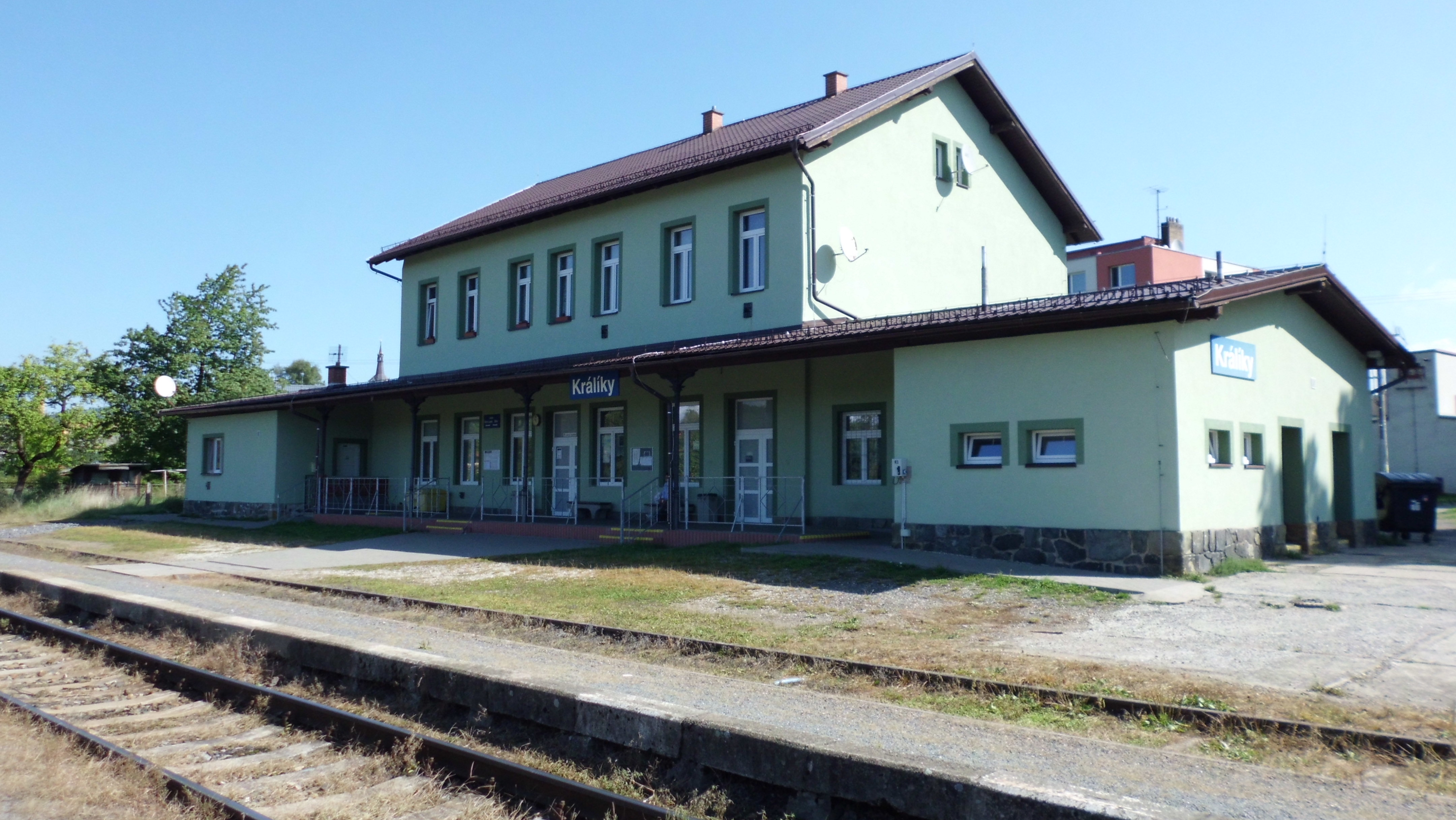
Železniční stanice
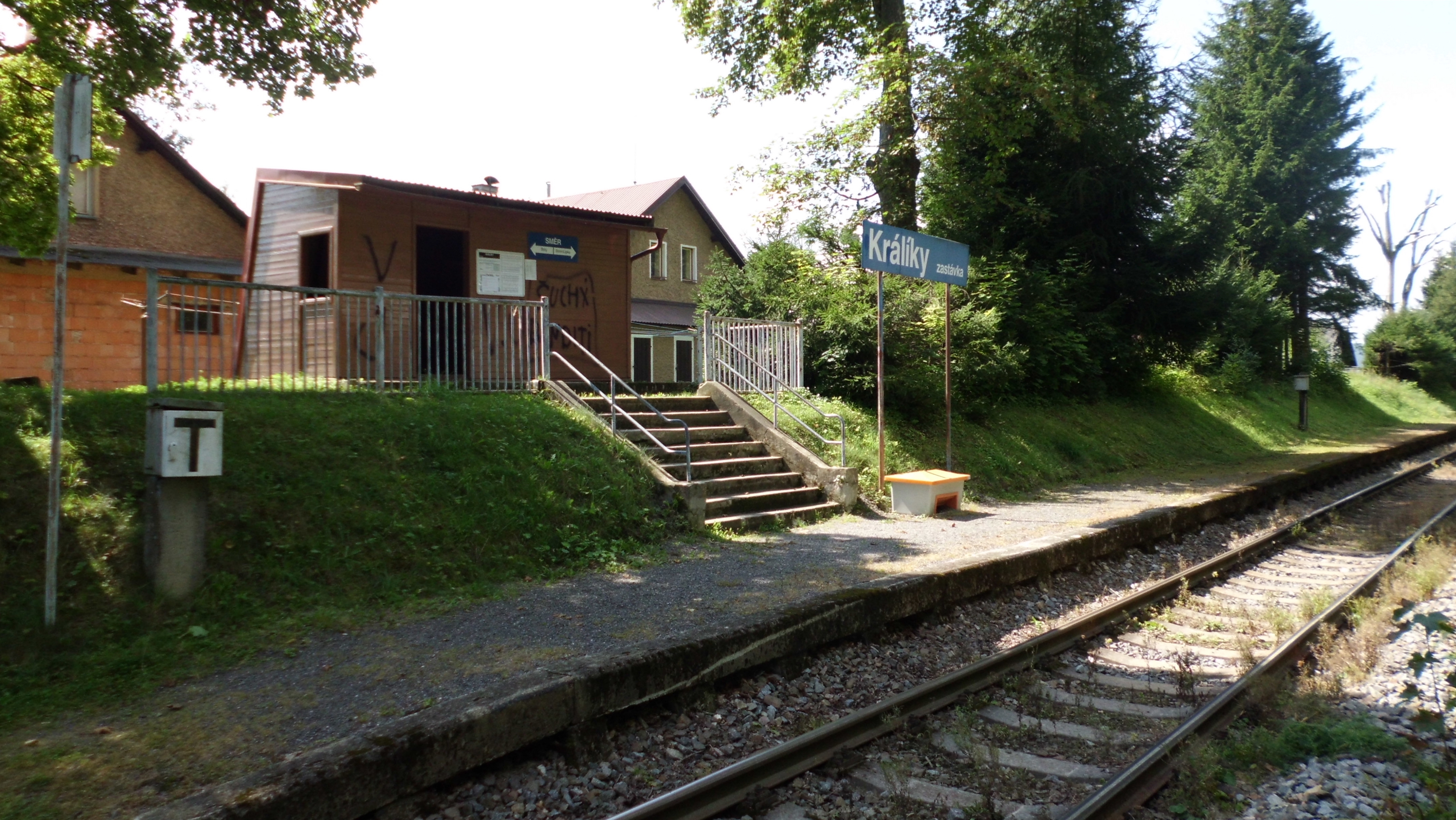
Železniční zastávka
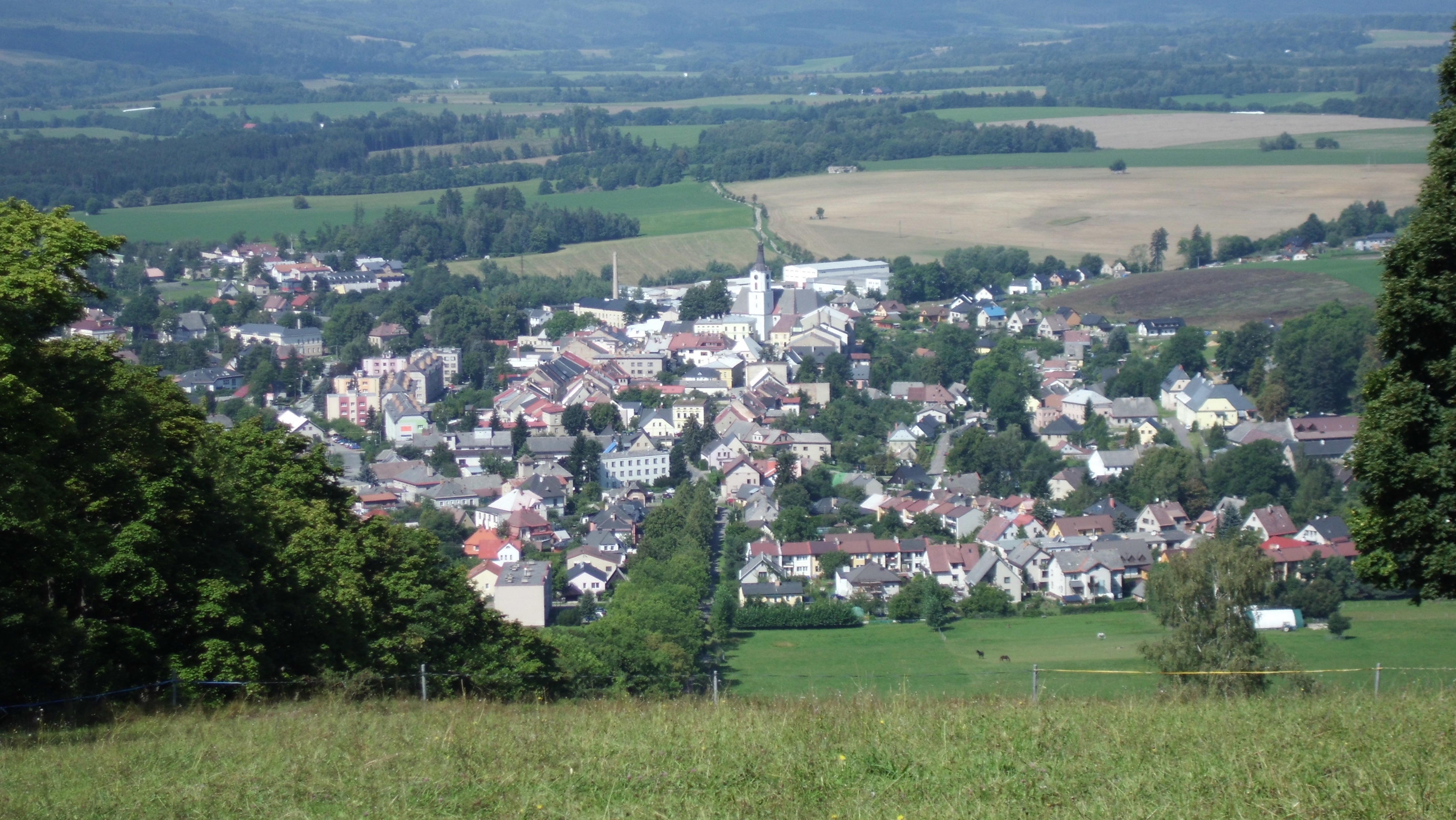
Výhled na Králíky z Hory Matky Boží